# Masaka (Sektor)
Masaka (Kinyarwanda Umurenge wa Masaka ⓘ) ist einer von 10 Sektoren des Distrikts Kicukiro in Kigali, Ruanda.

## Geographie
Der Sektor hat eine Fläche von 52,7 km² und liegt auf einer Höhe von etwa 1460 m. Nachbarsektoren sind im Norden Rusororo, im Nordosten Muyumbu, im Osten Nyakaliro, im Süden Juru, im Südwesten Mwogo, im Westen Kanombe und im Nordwesten Nyarugunga. Der Sektor unterteilt sich in die sechs Zellen Ayabaraya, Cyimo, Gako, Gitaraga, Mbabe und Rusheshe. Die Südwestgrenze des Sektors zur Ostprovinz bildet der Fluss Nyabarongo.

## Bevölkerung
Nach Stand der Volkszählung von 2022 liegt die Einwohnerzahl bei 78.788. Zehn Jahre zuvor waren es 39.548, was einem jährlichen Bevölkerungszuwachs von 7,1 Prozent zwischen 2012 und 2022 entspricht.

## Gesundheitswesen
Im Norden des Sektors befindet sich das Masaka Hospital.